# Cranachstraße 29 (Weimar)

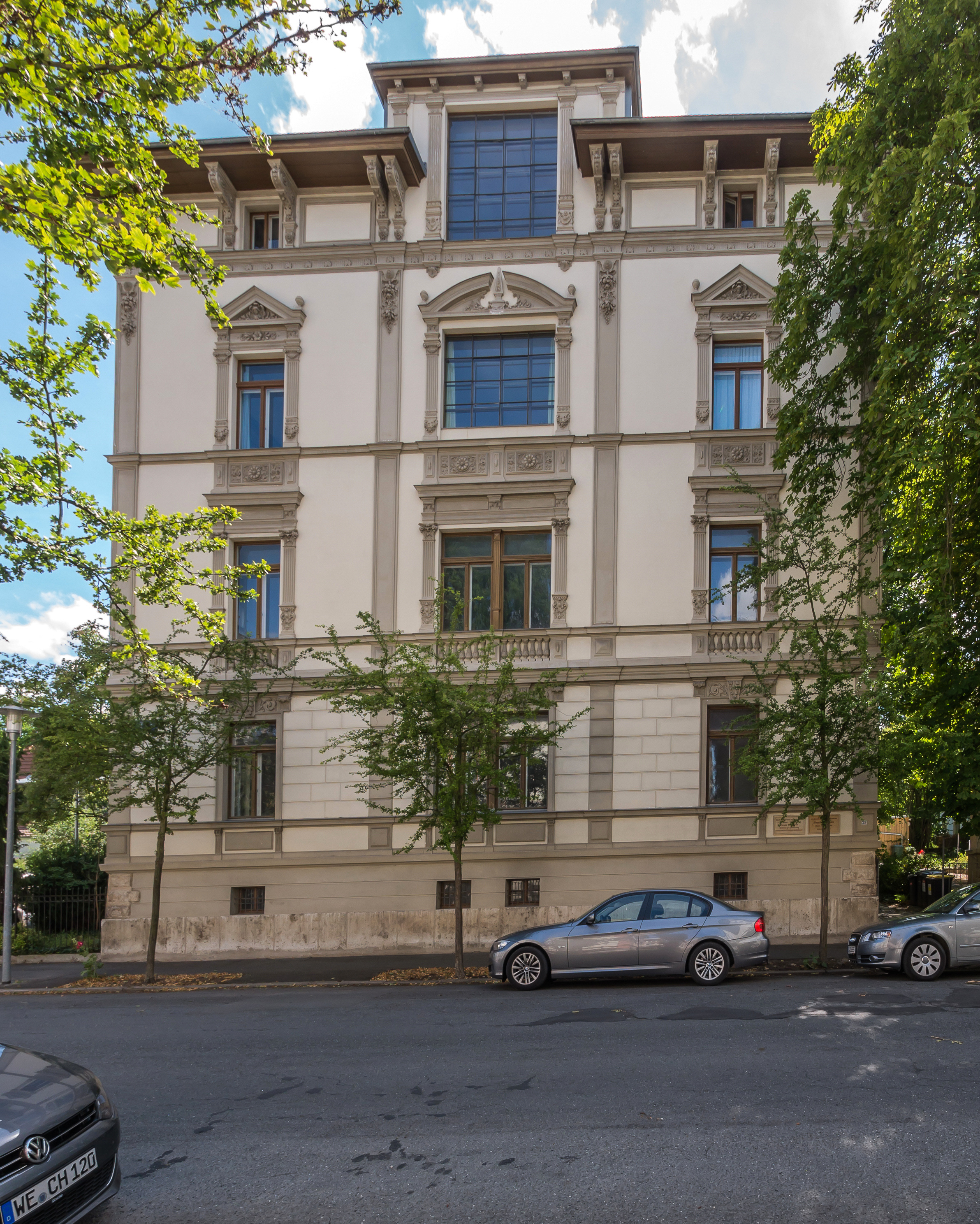
Cranachstraße 29

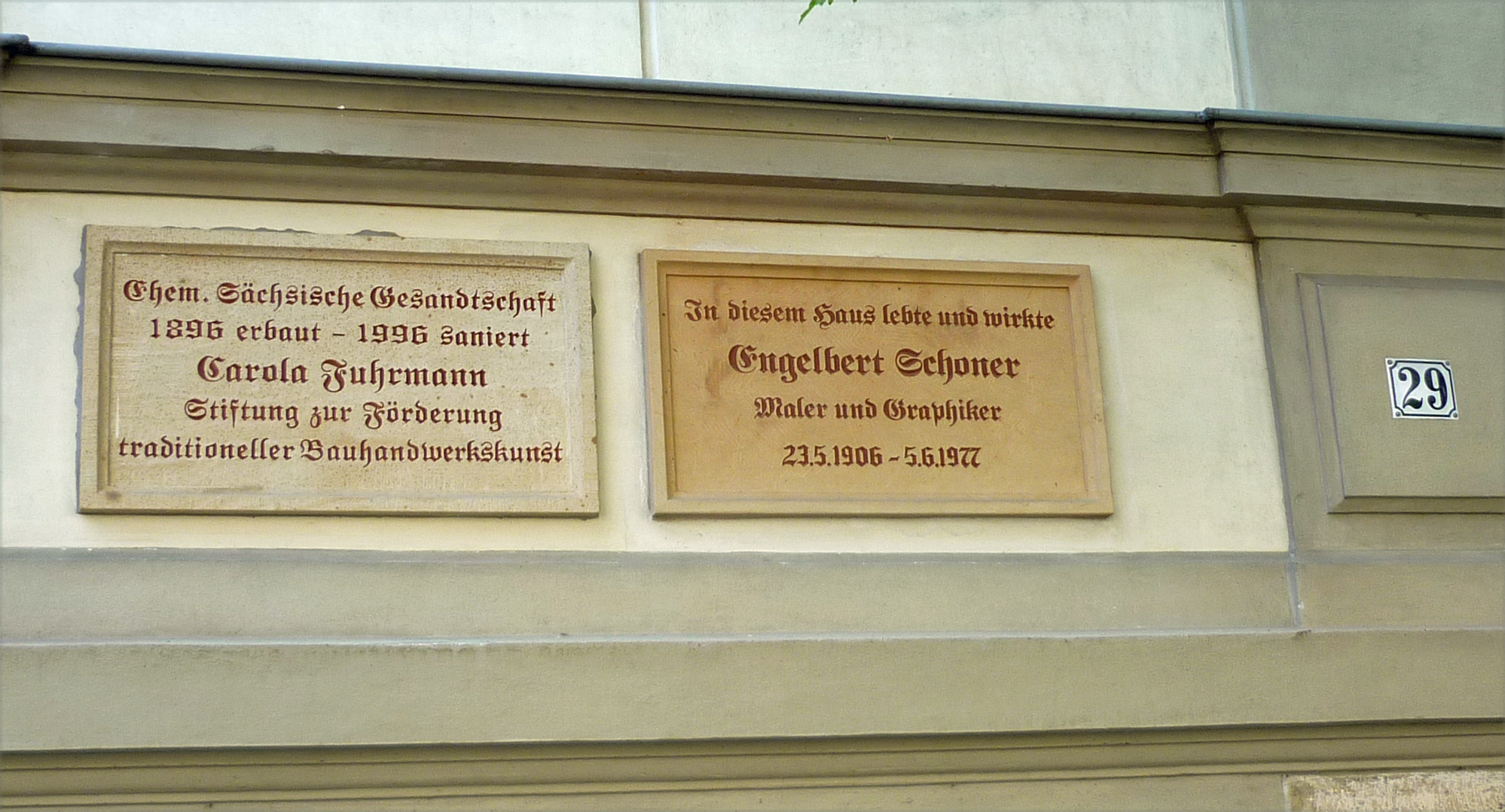
Gedenktafeln am Haus Cranachstraße 29

In der 1896 errichteten Villa in der Cranachstraße 29 in Weimar befand sich der Sitz der sächsischen Gesandtschaft. Es dient längst als Wohnhaus.
An der Hauswand wurden für den Maler Engelbert Schoner und der Stifterin für die Sanierung der Ehem. Sächsischen Gesandtschaft Carola Fuhrmann (Stiftung zur Förderung traditioneller Bauwerkskunst) Gedenktafeln angebracht. Das Gebäude wurde dieser Gedenktafel zufolge 1996 saniert.
Peter Gülke hinterließ seine Erinnerungen an Erlebnisse in diesem Haus und an den Maler Engelbert Schoner, als dieser Luftschutzwart dieses Hauses war.
Das Gebäude steht auf der Liste der Kulturdenkmale in Weimar (Einzeldenkmale).